# Hasper Hütte

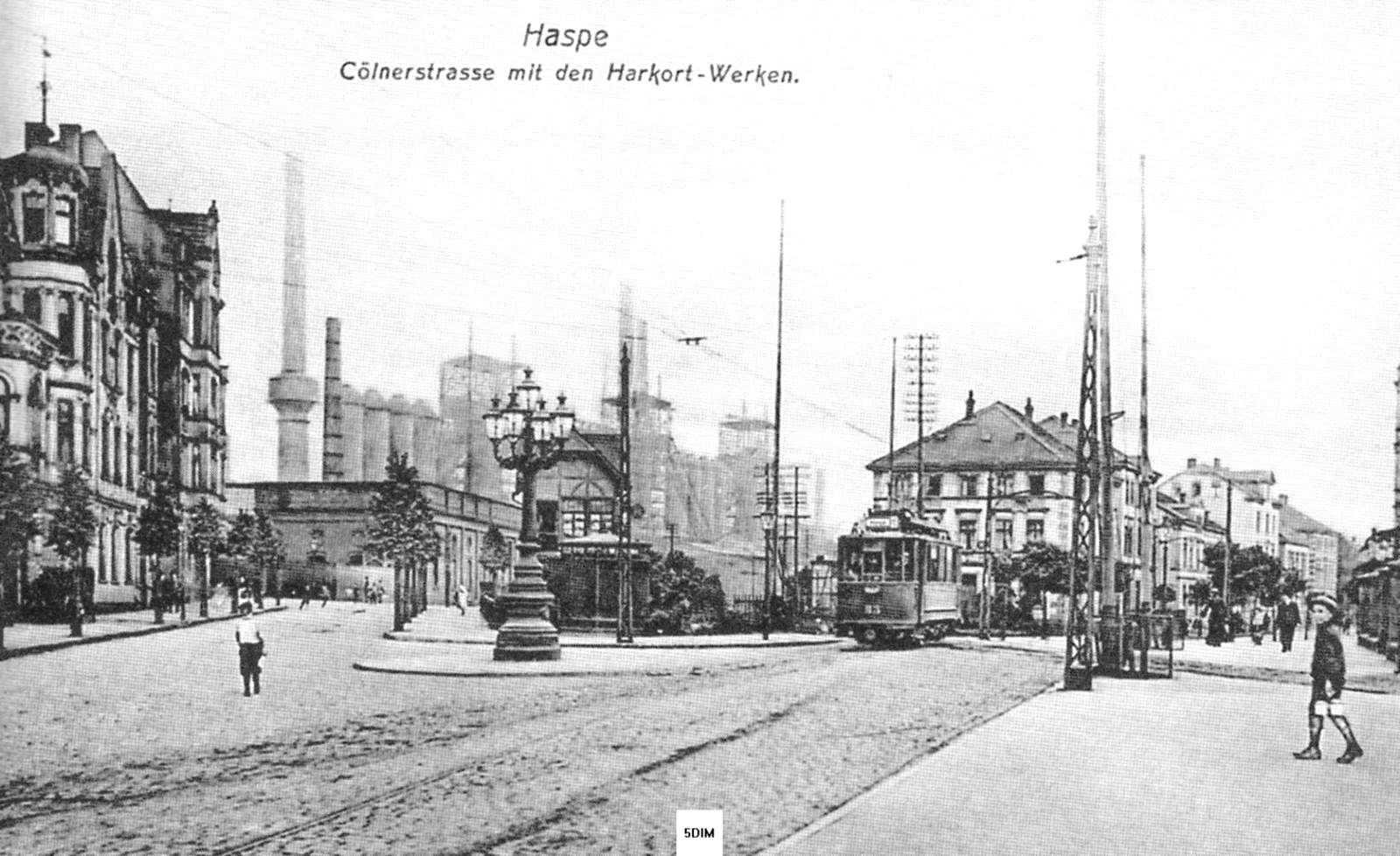
Werk Harkorten vom Bahnübergang Niederhaspe (1910)

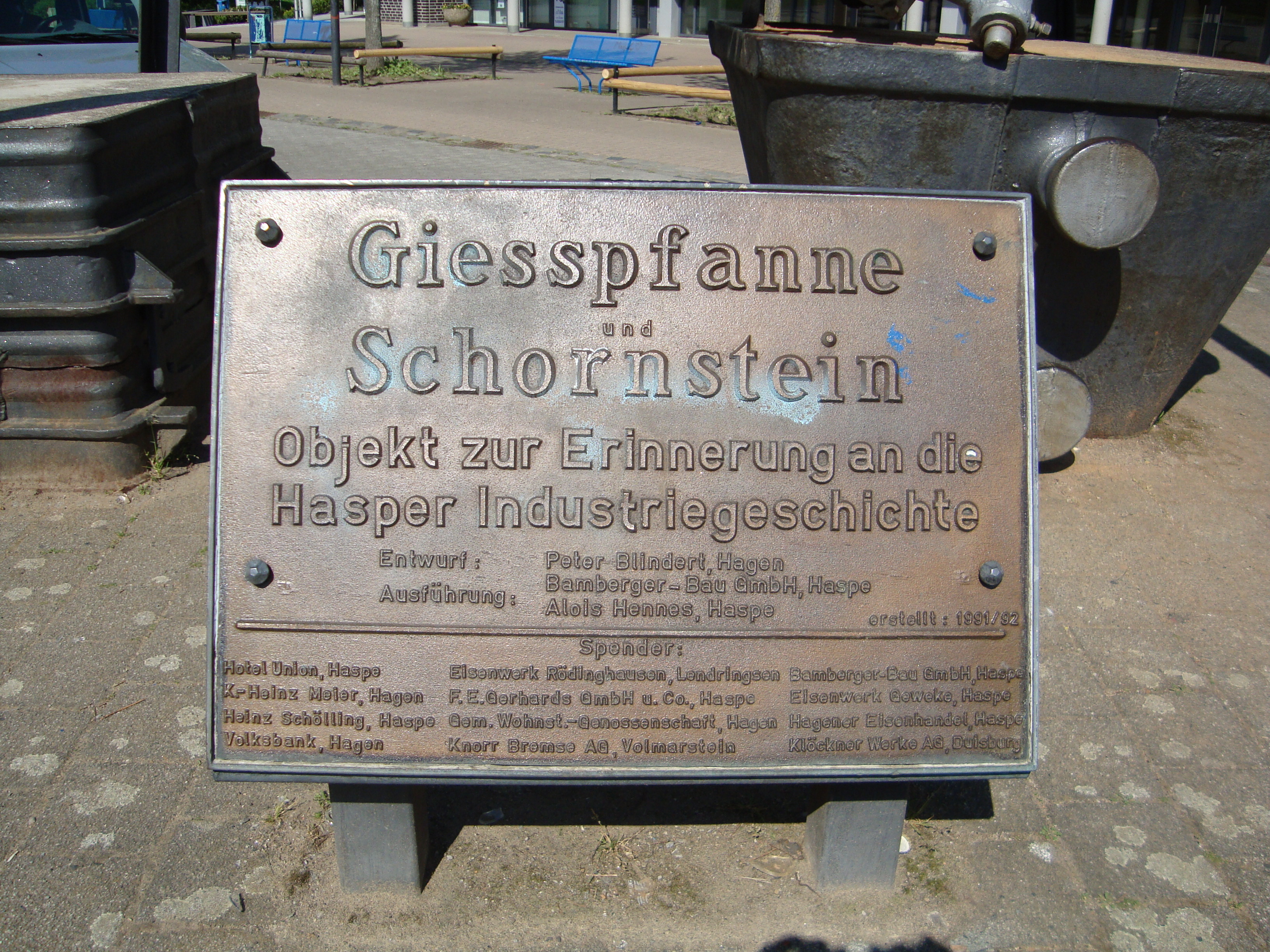
Schild zur Erinnerung an die Hasper Industriegeschichte

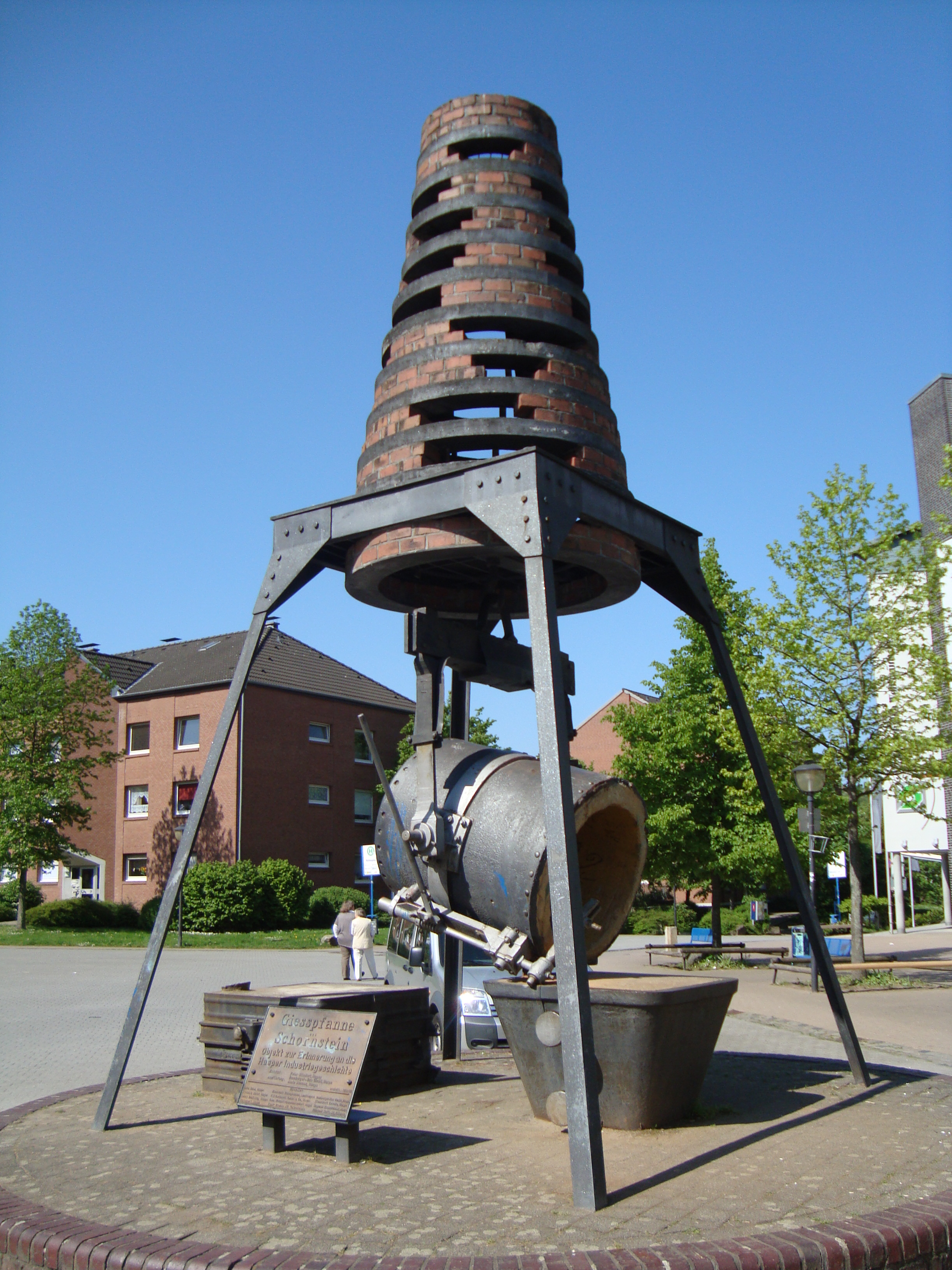
Giesspfanne und Schornstein, Objekte zur Erinnerung an die Hasper Industriegeschichte

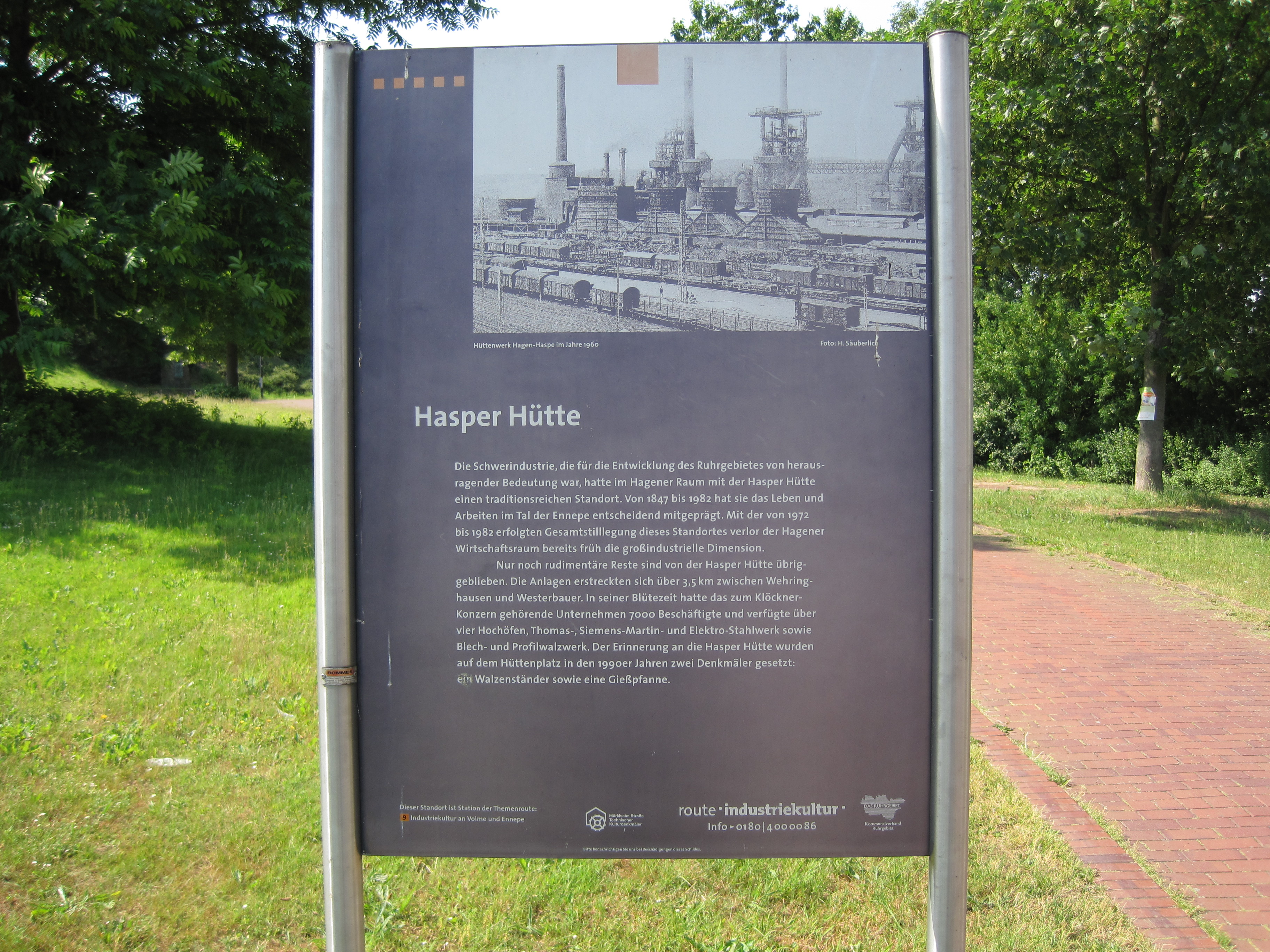
Beschreibung der Hasper Hütte bei der Route der Industriekultur

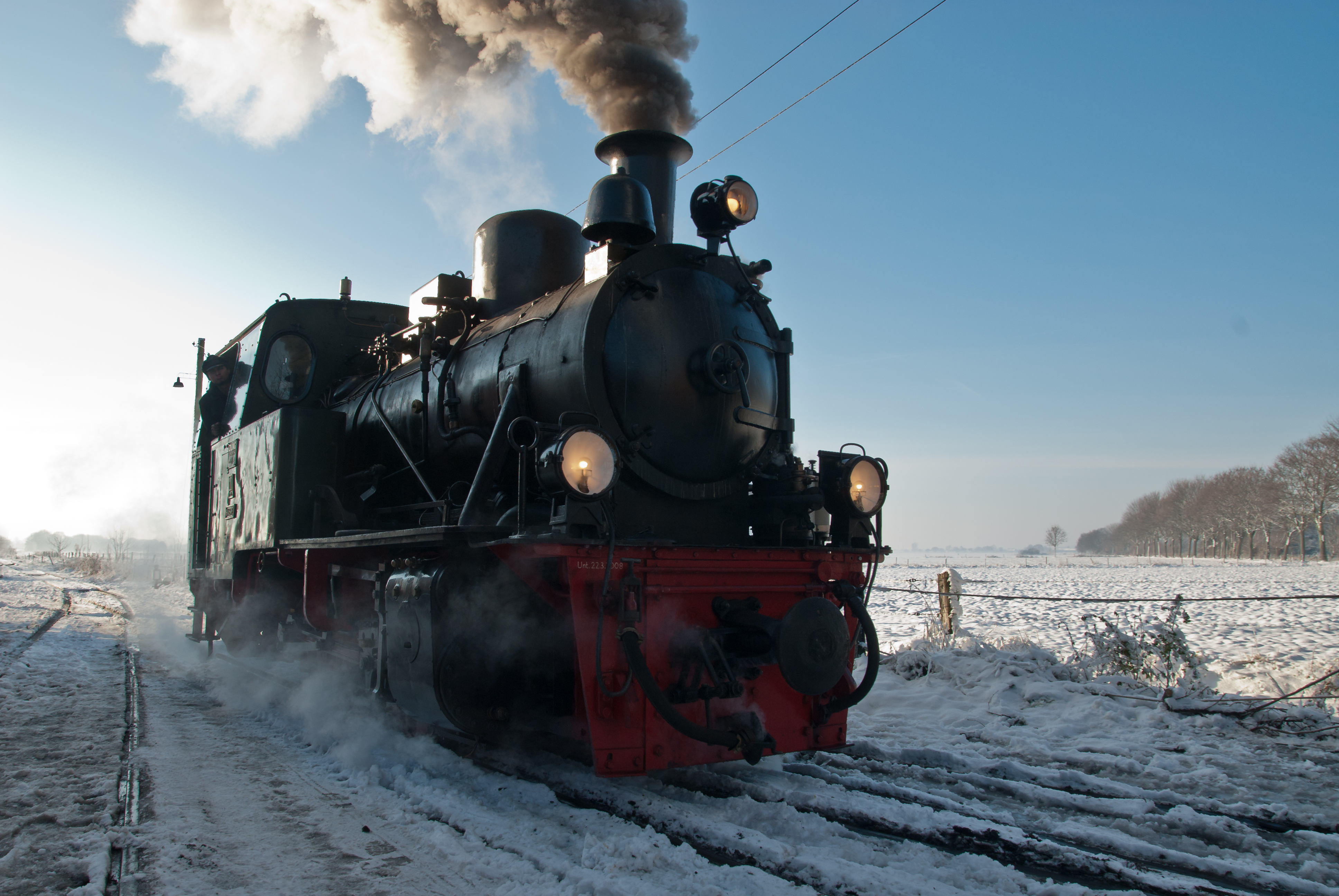
Lok 20 die ehemals auf der Hasper Hütte und der Hasper Kohlenbahn verkehrte. Heute im Besitz des Kleinbahnmuseums Selfkantbahn

Hasper Hütte ist der Name eines Walz- und Puddelwerks, das 1847 in der westfälischen Gemeinde Haspe gegründet wurde und in seiner Blütezeit bis zu 7.000 Menschen beschäftigte, bevor es zwischen den Jahren 1972 und 1982 stillgelegt wurde.
1929 wurde die Gemeinde Haspe mit der Nachbarstadt Hagen zusammengeschlossen, und die Hasper Hütte begründete Hagens Position als ein bedeutendes Zentrum der deutschen Stahlindustrie im 20. Jahrhundert. Das Werk verfügte über vier Hochöfen, über je ein Siemens-Martin-, ein Thomas- und ein Elektro-Stahlwerk, außerdem ein Blech- und Profilwalzwerk. Die Anlagen der Hasper Hütte erstreckten sich in ihrer höchsten Ausdehnung über rund 4 km zwischen den Hagener Stadtteilen Westerbauer und Wehringhausen. Auf den Anlagen der Hütte und der Schlebusch-Harkorter Kohlenbahn (auch „Hasper Kohlenbahn“ oder „Silscheder Kohlenbahn“ genannt) wurden über 50 Lokomotiven verschiedener Hersteller und Spurweiten eingesetzt. Heute deutet nur mehr wenig auf die ehemalige Existenz der Hasper Hütte hin.
Die aus den Thomaskonvertern aufsteigende riesige gelb-braune Rauchwolke legte sich im ganzen Stadtteil nieder und wurde von den Bewohnern Hasper Gold genannt.

## Geschichte
1829 wurde zur Versorgung der Harkort’schen Fabrik die Schlebusch-Harkorter Kohlenbahn errichtet. Über diese Bahnstrecke wurden der Hasper Hütte später Kohlen und andere Rohstoffe zugeführt und Schlacke abtransportiert.
Die nahegelegene Markana-Hütte (51° 20′ 45,3″ N, 7° 25′ 39,3″ O), wurde 1836 errichtet und stellte 1873 infolge der Wirtschaftskrise ihren Betrieb ein.
Hasper Unternehmer gründeten 1847 die Kommanditgesellschaft Lehrkind, Falkenroth und Compagnie – die spätere Hasper Hütte – zur Erzeugung von Puddel-, Eisenfrischerei- und Walzwerkserzeugnissen. An dem Konsortium war auch Johann Caspar Harkort V. beteiligt. Die Betriebsgenehmigung wurde 1848 vom Oberbergamt Dortmund erteilt.
1849 kam es zur Betriebsaufnahme und zum Anschluss an die Bahnstrecke Elberfeld–Dortmund. Die Kohlenbahn wurde 1858 an die Hasper Hütte angeschlossen. Der Betrieb wurde 1863 in Falkenroth, Kocher und Co. umgewandelt und die Produktion von Eisenbahnrädern aufgenommen.
Die Hütte wurde 1876  im Bahnhof Harkorten an die Ennepetalbahn angeschlossen und die Schlebusch-Harkorter Kohlenbahn auf Dampflokbetrieb umgestellt.
Die Wirtschaftskrise erreichte 1881 auch die Hasper Hütte. Der Betrieb wurde in die Kommanditgesellschaft Hasper Eisen- und Stahlwerk Krieger & Co. umgewandelt. Eine weitere Umwandlung erfolgte 1894 zur Hasper Eisen- und Stahlwerk Aktiengesellschaft.
1900 kam es zur Einstellung des Kohlentransports über die Schlebusch-Harkorter Kohlenbahn. Im Jahre 1905 wurde die Kohlenbahn durch die Hasper Hütte betrieben, die Hütte wurde an das Stromnetz angeschlossen. 1911 erfolgte der Schlacketransport über die Kohlenbahn zur Halde Enerke.
Der Ausbau war 1913 mit der Inbetriebnahme des vierten Hochofens vorläufig abgeschlossen. 1914 waren die Puddelwerke bereits seit ca. 15 Jahren geschlossen und wurden durch Thomasstahl- und Siemens-Martin-Stahlwerke ersetzt.
Unter der Ruhrbesetzung fusionierte die Hütte 1923 mit dem Georgs-Marien-Bergwerks- und Hüttenverein zur Klöckner-Werke AG unter der Leitung von Peter Klöckner, der bereits seit 1889 Lieferant der Hütte und seit 1899 Mitglied im Aufsichtsrat war.
Mit Ausbruch des Zweiten Weltkriegs im Jahre 1939 wurden Frauen und Zwangsarbeiter eingesetzt, auf der Hütte wurden Rüstungsgüter produziert. Ab 1940 setzte man auch Kriegsgefangene aus dem Lager in Hemer ein. Ab 1942 betrieb die Hütte ein Kriegsgefangenenlager, ein Polizeigefängnis und ein Straflager. Hier wurden Zwangsarbeiter, Kriegsgefangene, sowjetische Arbeiter, Mischlinge, Halbjuden und als „jüdisch versippt“ eingestufte Deutsche untergebracht. 1945 wurden elf sowjetische Gefangene erschossen. Nach Ende des Krieges durfte die Hütte mit Genehmigung der Besatzungsmacht den Betrieb im Dezember 1945 wieder aufnehmen.
Im Zuge der Konzernentflechtung wurde am 12. Februar 1947 die Hüttenwerk Haspe AG gegründet.
Nachdem der Klöckner-Konzern 1957 in Bremen ein Hüttenwerk errichtet hatte, wurde die Produktion der Hasper Hütte in den kommenden Jahren nach dort verlagert.
Im Jahre 1965 stellte die Schlebusch-Harkorter Kohlenbahn ihren Betrieb ein.
Die Hasper Hütte verlor 1971 ihre Unabhängigkeit und wurde zu einer Zweigniederlassung der Klöckner Hütte Bremen. Der letzte Abstich erfolgte am 29. Juli 1972.
Anschließend begann die Stilllegung und Verlagerung der Produktion. 1982 war die Produktion eingestellt. Es verblieben einige wenige Beschäftigte der Werkfeuerwehr und der Betriebskrankenkasse. Im Jahr 2010 war der formelle Abschluss der Sanierungsmaßnahmen in Hagen – Haspe,
Die Anlagen der Hütte sind abgebrochen. Auf dem ehemaligen Gelände befinden sich heute Wohnbebauung (Hüttenplatz), Geschäfte, Kleinindustrie sowie seit 1990 die Bezirkssportanlage des Hasper SV. Teile des Fahrzeugbestands der Hasper Hütte und der Kohlenbahn wurden mit Schließung der Hütte (bereits 1970) an das Kleinbahnmuseum Selfkantbahn verkauft.

## Belege
1. ↑  Klöckner & Co AG: Milestones 1906–2006 (Jubiläumsmagazin).
2. ↑  Heinz Potthoff: Zusammenbruch und Wiederaufbau. Ein Beitrag zur Geschickte der betrieblichen Mitbestimmung an der Ruhr von 1945 bis 1947, in: Gewerkschaftliche Monatshefte, März 1955, S. 129–137, hier S. 136. (PDF)
3. ↑  Jens Stubbe: Trauerfahnen und ein Abschied in schwarzen Anzügen von Hasper Hütte vor 40 Jahren. (wp.de [abgerufen am 8. November 2017]).
4. ↑  Städtebauliche Sanierungsmaßnahme Hagen – Haspe. Abgerufen am 8. November 2017.
5. ↑  selfkantbahn.de: Dampflok 19 Dampflok 20 Dampflok 21, abgerufen am 29. August 2011

Koordinaten: 51° 20′ 28,6″ N, 7° 24′ 41,4″ O